# Maltodextrine
Maltodextrine  is een koolhydraat, een polysacharide gemaakt van   zetmeel. Na opkoken en oplossen van het zetmeel wordt het zetmeel door amylase enzymatische gehydrolyseerd. Hierdoor ontstaat er een mengsel van korte glucosepolymeren die weinig tot matig zoet smaken. De oplossing kan worden gesproeidroogd tot een wit poeder. De glucose-eenheden zijn hoofdzakelijk verbonden via een α (1 → 4) glycosidische binding. De ketenlengte kan variëren van 3 tot 60 glucose-eenheden. Maltodextrines worden geclassificeerd door het bepalen van hun dextrose-equivalent (DE) en hebben een DE tussen 2 en 20.

## Dextrose equivalent
De dextrose-equivalent van glucose is 100, van zetmeel 0. Met de waarde wordt de procentuale massafractie van reducerende suiker uitgedrukt. Het is daarmee een indicatie van de ketenlengte in het mengsel. Hoe hoger de DE-waarde, hoe korter de glucoseketens, hoe hoger de zoetheid, hoe hoger de oplosbaarheid en hoe lager de hittebestendigheid. 
Boven DE 20 noemt de Europese Unie het polymeer een glucosestroop ; bij DE 10 of lager classificeert de goederennomenclatuur van de douane maltodextrines als dextrines .
Hoe langer het zetmeelpolymeer is, hoe langer het duurt voordat de keten is afgebroken tot glucose, hoe langzamer opname van glucose in het bloed en daarmee hoe langzamer de bloedsuikerspiegel stijgt. Ten opzichte van zetmeel bevat maltodextrine veel minder glucosemoleculen per polymeer, waardoor maltodextrine snel door het lichaam wordt opgenomen.

## Toepassingen in voedingsmiddelen
Maltodextrine wordt gebruikt als bindmiddel en voorkomt kristallisatie in poeders. Vanwege de snelle opname of verteerbaarheid van maltodextrines in de maag, wordt het als additief gebruikt door sportdranken en energiedrank. Maltodextrine wordt gebruikt om het mondgevoel van voedingsmiddelen en dranken te verbeteren, vet te imiteren en als draagstof voor aroma's en vitaminen. Maltodextrine wordt vaak toegevoegd aan de zoetstof stevia om de bittere nasmaak te maskeren.
Het poeder wordt verwerkt in:
- snoepjes (Tic Tac)
- koekjes
- babyvoeding
- sportdranken
- energiedranken
- chocolade
- suikervervangers
- puddingpoeders
- pannenkoekenmix
- vullingen van taarten
- ingeblikte soepen
- ingeblikt fruit
- drinkvoeding
- koffiecreamer
- salade dressings
- kruiden en specerijen mixen
- sauzen
- gelatine

## Toepassing in de farmacie
In geneesmiddelen wordt maltodextrine gebruikt als bindmiddel.

## Veiligheid
De Amerikaanse Food and Drug Administration (FDA) heeft verklaard dat maltodextrine een veilig additief is voor levensmiddelen.

## Toepassing in land- en tuinbouw
Maltodextrine wordt gebruikt voor de bestrijding van spint, witte vlieg, wolluis en bladluizen. De maltodextrine zorgt ervoor dat de insecten niet meer kunnen bewegen en/of de ademhalingsopeningen raken verstopt door de maltodextrine.